# Erich von Manstein

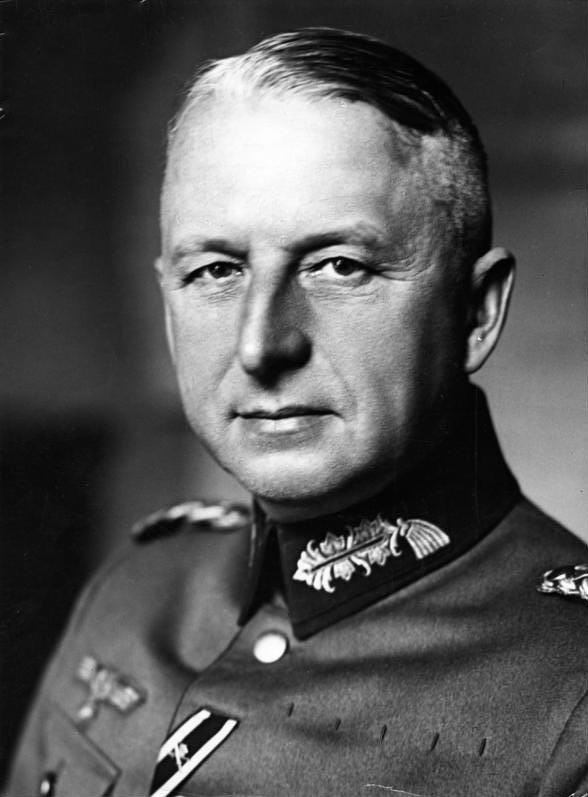
Erich von Manstein, 1938

Fritz Erich von Lewinski genannt von Manstein (* 24. November 1887 in Berlin; † 10. Juni 1973 in Irschenhausen) war ein deutscher Berufsoffizier, ab 1942 im Rang eines Generalfeldmarschalls.
Während des Zweiten Weltkriegs befehligte von Manstein Korps, Armeen und Heeresgruppen, ehe er 1944 in die Führerreserve versetzt wurde. 1945 geriet er zunächst in Kriegsgefangenschaft. Anschließend wurde er inhaftiert und 1949 als Kriegsverbrecher verurteilt. Nach seiner Haftentlassung 1953 war von Manstein als einziger ehemaliger Generalfeldmarschall bis 1960 inoffizieller Berater der Bundesregierung bei der Aufstellung eines neuen Heeres für die Bundeswehr.

## Herkunft und frühe Jahre
Fritz Erich Georg Eduard von Lewinski wurde am 24. November 1887 in Berlin geboren. Er war das zehnte und jüngste Kind des späteren Generals der Artillerie Eduard von Lewinski mit dessen Ehefrau Helene, geborene von Sperling. Da die Ehe seiner Tante Hedwig, der jüngeren Schwester seiner Mutter, mit dem Major Georg von Manstein kinderlos geblieben war, wurde der Neugeborene nach seiner Taufe vereinbarungsgemäß an diese übergeben. Nach der Adoption führte er den Genanntnamen von Manstein. Eine weitere Tante, Gertrud, war mit dem späteren Generalfeldmarschall und Reichspräsidenten Paul von Hindenburg verheiratet.
Mansteins ehemaliger Ordonnanzoffizier Alexander Stahlberg schreibt in seinen Memoiren, sein Chef habe ihm gegenüber während des Krieges die Abstammung von einem „Ur-Ur-Ahnherrn Lewi“ behauptet, was wiederum der Manstein-Biograph Oliver von Wrochem in seiner Dissertation als Spekulation Stahlbergs über „keine ernstgemeinte Äußerung“ des Generals bezeichnet. Im Übrigen gebe es keine Belege für eine „jüdische Herkunft des Namens“.
Für den Nachkommen einer alten Offiziersfamilie – sechzehn direkte Vorfahren der eigenen von Lewinski-Linie und der von Mansteins hatten als Offiziere in preußisch-deutschen oder zaristisch-russischen Diensten gestanden – war schon früh eine militärische Laufbahn vorgesehen. Während der Stationierung seines Adoptivvaters in Straßburg besuchte Manstein zwischen 1894 und 1899 das dortige Kaiserliche Lyzeum, ein katholisches Gymnasium. 1900 trat er in die Kadettenanstalt Plön ein, am 1. April 1902 wechselte Manstein an die Preußische Hauptkadettenanstalt nach Groß-Lichterfelde. Die Kadetten erhielten eine militärisch geprägte Ausbildung, die den Traditionen des preußischen Offizierskorps entsprach und sich durch Gehorsam, Disziplin, Pflichterfüllung und Kameradschaft auszeichnete. Im Juni 1905 gehörte Manstein zu den ausgewählten Kadetten, die während der Hochzeitsfeierlichkeiten des Kronprinzen Wilhelm mit Cecilie zu Mecklenburg ihren Dienst im Pagenkorps leisteten.
Nach Bestehen des Abiturs trat Manstein am 6. März 1906 als Fähnrich in das 3. Garde-Regiment zu Fuß der Preußischen Armee ein. Die Ernennung zum Leutnant erfolgte nach bestandener Offiziersausbildung am 27. Januar 1907 und er verbrachte die nächsten Jahre im Truppendienst. Zeitweise diente Manstein in dem Garderegiment an der Seite seines Cousins Oskar von Hindenburg sowie des späteren Reichskanzlers Kurt von Schleicher. Die Ernennung zum Bataillonsadjutanten erfolgte im Juli 1911. Aufgrund besserer Aufstiegschancen bewarb sich Manstein an die Kriegsakademie und wurde nach der Aufnahmeprüfung zum 1. Oktober 1913 an diese abkommandiert.

## Erster Weltkrieg
Die im Vorjahr begonnene Ausbildung zum Generalstabsoffizier musste Manstein nach Ausbruch des Ersten Weltkriegs abbrechen, da die Studenten der Kriegsakademie zum Frontdienst eingezogen wurden. Manstein kam als Adjutant zum 2. Garde-Reserve-Regiment, das als Teil des Garde-Reserve-Korps in das neutrale Belgien einmarschierte. In der Schlacht bei Namur (21.–23. August 1914) erlebte Manstein seine „Feuertaufe“. Danach wurde das Korps zur Verstärkung der 8. Armee (unter General von Hindenburg) nach Ostpreußen verlegt. An der Ostfront kämpfte er in der Schlacht an den Masurischen Seen, anschließend an der Weichsel und in Russisch-Polen. Am 16. November 1914 erlitt Manstein im Nahkampf durch Schussverletzungen eine schwere Verwundung, weshalb er zur Genesung sechs Monate in den Lazaretten von Beuthen und Wiesbaden verbrachte.
Nach Wiederherstellung seiner Gesundheit kehrte Manstein am 17. Juni 1915 in den Dienst zurück. Obwohl er kein ausgebildeter Generalstabsoffizier war, berief man Manstein in den Stab der Armeeabteilung Gallwitz (später 12. Armee) und beförderte ihn mit Wirkung zum 24. Juli 1915 zum Hauptmann. Als Stabsangehöriger war Manstein erstmals an der Vorbereitung und Planung strategischer Operationen beteiligt. Zunächst an der erfolgreichen Narew-Offensive an der Ostfront, ab Oktober 1915 am Serbienfeldzug. Im Juli 1916 verließ Manstein den Kriegsschauplatz auf dem Balkan und kehrte an die Westfront zurück. Dort tobte die Schlacht an der Somme und das deutsche Heer befand sich in der Defensive. Manstein erhielt die Stellung als Ordonnanzoffizier des Chef des Stabes der neu zusammengestellten 1. Armee, Oberst Fritz von Loßberg. In der Wahrnehmung seines Aufgabenbereichs bewies Manstein ein bemerkenswertes taktisches Talent und erlebte den strategischen Rückzug auf die Siegfriedstellung (Unternehmen Alberich). Im Anschluss fand Manstein ab Oktober 1917 Verwendung als Erster Generalstabsoffizier (Ia) der 4. Kavallerie-Division im Baltikum, die vornehmlich mit Besatzungsaufgaben betraut war und erst im Februar 1918 wieder offensiv wurde. Ebenfalls als Ia wurde Manstein im Mai 1918 zur 213. Infanterie-Division an die Westfront versetzt. Die Division war nach der gescheiterten Frühjahrsoffensive bis zum Waffenstillstand von Compiègne am 11. November 1918 in der Champagne in Stellungs- und Abwehrkämpfe verwickelt.
Im Ersten Weltkrieg erhielt Erich von Manstein u. a. beide Klassen des Eisernen Kreuzes sowie das Ritterkreuz des Königlichen Hausordens von Hohenzollern mit Schwertern.

## Weimarer Republik
Nach Kriegsende verblieb Hauptmann Manstein in der Armee und diente bis 1919 als Freiwilliger im Stab des AOK Süd des Grenzschutzes Ost in Breslau. Anschließend wurde er dem Gruppenkommando 2 mit Sitz in Kassel zugeteilt. Als Gehilfe des Obersten Fritz von Loßberg wirkte Manstein in der Organisationskommission dieser Stabsbehörde an der Umwandlung des Übergangsheeres zur vorläufigen Reichswehr mit. Diese musste gemäß den Bestimmungen des Versailler Friedensvertrages auf eine Stärke von lediglich 100.000 Soldaten (darunter 4.000 Offiziere) reduziert werden. Wie die Mehrheit des Offizierskorps vertrat er ein konservativ-monarchisches Weltbild und nahm gegenüber der Weimarer Republik eine ablehnende Haltung ein.
Mit Wirkung zum 1. Januar 1921 wurde Manstein in die endgültige Reichswehr übernommen. Nach zweijähriger Verwendung im Truppendienst, als Chef der 6. Kompanie des 5. (Preußisches) Infanterie-Regiments in Angermünde (1. Oktober 1921 bis 1. Oktober 1923), setzte Manstein seine Laufbahn als Stabsoffizier fort. Zunächst beim Wehrkreiskommando II in Stettin (1. Oktober 1923 bis 1. Oktober 1924), dann bis 1. Oktober 1927 im Wehrkreiskommando IV in Dresden. Hier war er u. a. mit der dezentral durchgeführten Führergehilfenausbildung betraut und lehrte Taktik sowie Militärgeschichte. Am 1. Februar 1927 erhielt Manstein die Beförderung zum Major. Vom 1. Oktober 1927 bis zum 1. September 1929 war er als Stabsoffizier beim Infanterieführer IV in Magdeburg eingesetzt, was einem Divisionsstab gleichzusetzen war.
Am 1. September 1929 wurde Manstein in das Truppenamt des Reichswehrministeriums berufen und mit der Leitung der Gruppe I in der Abteilung T1 betraut, die sich mit Aufmarsch- und Operationsplänen befasste. Wohnsitz wurde nunmehr Berlin-Lichterfelde. Damit gehörte Manstein dem nach dem Versailler Vertrag eigentlich untersagten, lediglich aus Tarnungsgründen als „Truppenamt“ bezeichneten Generalstab an. In seiner neuen Aufgabe konnte Manstein sein Talent als operativer Stratege und Heeresplaner entwickeln und sich zunehmend in den Führungskreisen der späteren Wehrmacht etablieren. Er überprüfte die Mobilmachungspläne der Organisationsabteilung und erarbeitete Gegenvorschläge, die angenommen wurden, und organisierte militärische Planspiele zur operativen Schulung. Sein selbstbewusstes Auftreten, das Manstein auch gegenüber Vorgesetzten an den Tag legte und auch die Einmischung in Angelegenheiten anderer Abteilungen des Truppenamtes trübten sein Verhältnis zu anderen Offizieren. Die geheime Rüstungskooperation der Reichswehr mit der Roten Armee führte Manstein, als Begleiter des Leiters des Truppenamtes, Generalmajor Wilhelm Adam, zu zwei Besuchen an die Panzerschule Kama in der Sowjetunion (1931 und 1932). Am 1. April 1931 erfolgte die Beförderung zum Oberstleutnant.
Turnusgemäß wechselte Manstein am 1. Oktober 1932 wieder in die aktive Truppenführung und er befehligte das II. Jägerbataillon des 4. (Preußisches) Infanterie-Regiments in Kolberg. Als Bataillonskommandeur erhielt er am 1. Oktober 1933 die Beförderung zum Oberst.

## Zeit des Nationalsozialismus

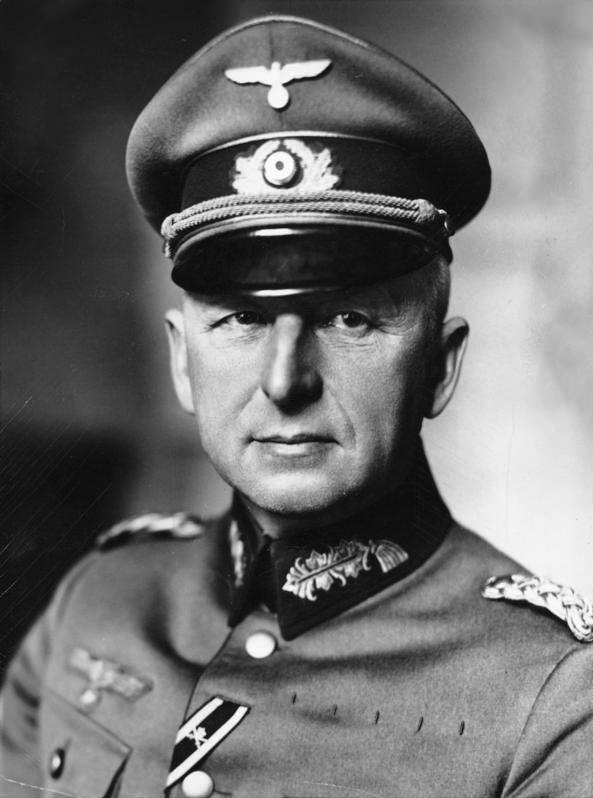
Manstein als Generalmajor (1938)

Am 1. Februar 1934 wurde Manstein zum Stabschef beim Wehrkreiskommando III in Berlin ernannt. Seine Aufgabe bestand im Ausbau der in diesem Wehrkreis stationierten 3. Infanterie-Division zum III. Armeekorps sowie in der Unterstützung seines Vorgesetzten Erwin von Witzleben bei der Ausübung der militärischen Territorialhoheit. Dies bedurfte der Zusammenarbeit mit zivilen und Parteidienststellen der NSDAP. Damit geriet er unmittelbar in das Feld der Politik, die seit der Machtübernahme Anfang 1933 von den Nationalsozialisten bestimmt wurde.
Wie die Mehrheit seiner Kameraden im Offizierkorps hatte Manstein die Ernennung Adolf Hitlers zum Reichskanzler, die Errichtung der NS-Diktatur und das Ende der Weimarer Republik begrüßt. Als jedoch die Bestimmungen des sogenannten Arierparagraphen am 28. Februar 1934 durch einen Erlass des Reichswehrministers Blomberg auf die Reichswehr ausgedehnt wurden, hatte dies die Entlassung der Offiziere jüdischer Herkunft zur Folge. Dabei wurde Leutnant Klaus von Schmehling-Dringshofen, der unter Manstein diente, als „Vierteljude“ entlassen. Manstein wandte sich in einer Denkschrift an den Chef des Truppenamtes, Generalleutnant Ludwig Beck. Manstein sah den Erlass als einen Eingriff in die Autonomie der militärischen Personalführung und widersprüchlich zur Kameradschaft und Treue in der Truppe an und die gesellschaftliche Exklusivität des Offizierskorps in Frage gestellt. Er äußerte Unverständnis darüber, dass Soldaten, die ihre „arische Gesinnung“ unter Beweis gestellt hätten, was viele andere „trotz arischer Großmutter“ nicht getan hätten, nicht mehr als Deutsche angesehen werden sollten. Zugleich erklärte er in einer auf das Grundsätzliche abhebenden Wendung, „dass das ganze Heer den Rassegedanken bejaht“. Manstein argumentierte erkennbar in den Bahnen der traditionellen Offiziersideologie und als zusätzliche persönliche Motivation wird angeführt, dass die Familie Lewinski einen jüdischen Ur-Ur-Ahnherrn Lewi hatte. Manstein erreichte, dass Schmehling-Dringshofen in der deutschen Militärmission in China bis 1938 eingesetzt wurde. Danach kehrte er nach Deutschland zurück, diente weiter in der Wehrmacht und fiel 1939 während des Polenfeldzugs. Als Generalfeldmarschall Werner von Blomberg die Denkschrift bekam, forderte er Disziplinarmaßnahmen gegen Manstein, der Chef der Heeresleitung, Generaloberst Werner von Fritsch verhinderte diese.
Am 1. Juli 1935 wurde Manstein Chef der Operationsabteilung im Generalstab des Heeres. In dieser Funktion verfasste er eine Denkschrift über die Schaffung von einer Sturmartillerie mit Sturmgeschützen mit 75 mm Kanone zur Infanterieunterstützung. Diese Sturmgeschütz sollten durch Direktfeuer feindliche Infanterie, Maschinengewehre, Geschütze, Stellungen und Panzer bekämpfen. Er schlug vor, bis 1940 jede Infanteriedivision mit einem Bataillon von Sturmgeschützen auszustatten. Zu Beginn des Krieges setzte ausschließlich die Wehrmacht Sturmgeschütze ein. Das Konzept fand in anderen Nationen Nachahmer. Sturmgeschütze bewährten sich in der Bekämpfung von Panzern und zerstörten im Zweiten Weltkrieg mehr als 20.000 Panzer. Im Juni 1936 verfasste Manstein eine Denkschrift für Chef des Generalstabes für den Einsatz gepanzerter Fahrzeuge und Verbände im deutschen Heer. Dabei schlug er eine Abteilung Sturmartillerie mit drei Batterien mit je sechs Geschützen pro Infanterie-Division vor. Diese sollte zur Artillerie gehören, taktisch jedoch in enger Zusammenarbeit mit der Infanterie ausgebildet werden.
Am 1. Oktober 1936 wurde er unter gleichzeitiger Ernennung zum Generalmajor Oberquartiermeister I., somit Vertreter von Generalstabschef Beck. Damit war Manstein als dessen Nachfolger designiert.
Im Verlauf der Blomberg-Fritsch-Krise versetzte man Manstein am 4. Februar 1938 jedoch überraschend auf den Posten des Kommandeurs der 18. Infanterie-Division in Liegnitz (Schlesien). Im März war er noch im Auftrag des Oberkommandos der Wehrmacht an der Vorbereitung des Einmarsches deutscher Truppen in Österreich und der Eingliederung des österreichischen Bundesheeres in die Wehrmacht beteiligt. In der Folge des Münchener Abkommens nahm Mansteins 18. Infanterie-Division an der Besetzung des Sudetenlands teil.

## Zweiter Weltkrieg

### 1939/40 Überfall auf Polen und Plan für den Westfeldzug
1939 nahm Manstein im Rang eines Generalleutnants als Chef des Generalstabs der Heeresgruppe Süd am Überfall auf Polen teil.
Im Oktober 1939 erarbeitete das Oberkommando des Heeres (OKH) für die von Hitler befohlene Westoffensive einen Plan, der mit einer Schwenkung des starken rechten Flügels durch Flandern an den bereits im Ersten Weltkrieg gescheiterten Schlieffen-Plan erinnerte. Manstein, Stabschef der Heeresgruppe A mit Sitz in Koblenz, sah die Gefahr, dass sich daraus ein langwieriger, frontal geführter Stellungskrieg entwickeln würde. Da die Wehrmacht aufgrund knapper Ressourcen eine schnelle Entscheidung herbeiführen musste, unterbreitete Manstein seinem Vorgesetzten Generaloberst von Rundstedt am 31. Oktober 1939 einen Gegenvorschlag. Manstein forderte eine Verstärkung der Heeresgruppe A durch Abzug von Truppen der Heeresgruppe B. Seine Absicht bestand darin, gegen die Flanke der feindlichen Front einen Gegenstoß zu führen, statt sich mit einem bloßen Aufhalten des alliierten Gegenangriffs zu begnügen. Das war noch nicht die „Operation Sedan“, das blitzartige Vorstoßen über die Maas bis zur Küste. Manstein verfasste mehrere Denkschriften an das OKH, am 21. und 30. November, am 6. und 18. Dezember 1939 und schließlich am 12. Januar 1940, die eine alternative Angriffsoperation im Westen forderten. Ein Durchbruch im Zentrum schien ihm in zunehmendem Maße geboten. Ein besonderes taktisches Überraschungsmoment bot ein konzentrierter Vorstoß, der bei der Heeresgruppe A schwerpunktmäßig eingesetzten Panzerverbände über die Ardennen. Auf französischer Seite betrachtete man diesen waldreichen Gebirgszug als ein unüberwindliches Hindernis für Panzer. Manstein sah immer deutlicher, dass es möglich war, die Somme-Bucht in einem Zug zu erreichen und die Hauptstreitmacht der Alliierten im Norden einzukesseln. Das OKH lehnte Mansteins Eingaben als zu risikoreich ab, da der Plan voraussetzte, dass die alliierten Truppen nach Norden einrückten. Und da der deutsche Vormarsch auf den nur von wenigen Straßen durchzogenen Ardennen in weit auseinander gezogenen Kolonnen erfolgen musste, hätte er bei frühzeitiger Entdeckung gestoppt und die Wehrmachtsverbände vernichtet werden können.
Innerhalb der Generalität galt Manstein als nicht sonderlich beliebt, denn er ließ auch nach außen hin spüren, dass er sich für sehr intelligent und für außerordentlich befähigt hielt. Der Generalstabschef des Heeres, Franz Halder, befürchtete, dass Generaloberst Rundstedt als Oberbefehlshaber der Heeresgruppe A den riskanten Plan befürworten würde. Daher entfernte er dessen Urheber, der als unbequemer Mahner gesehen wurde, von seiner Position. Er ernannte Manstein am 27. Januar 1940 überraschend zum Befehlshaber des neu aufzustellenden XXXVIII. Armeekorps in Stettin und beauftragte ihn mit der Zusammenstellung neuer Divisionen.
Der ursprüngliche Feldzugsplan des OKH war zwischenzeitlich durch den Mechelen-Zwischenfall den Alliierten bekannt geworden und Rudolf Schmundt, Adjutant Hitlers, hatte während eines Besuchs im Hauptquartier der Heeresgruppe A in Koblenz, Kenntnis von den Operationsplänen Mansteins erlangt und arrangierte daraufhin ein Treffen mit Hitler. Am 17. Februar 1940 fand sich Manstein gemeinsam mit den neu ernannten Kommandierenden Generalen in der Neuen Reichskanzlei in Berlin ein und begegnete erstmals persönlich Adolf Hitler. Nach dem Frühstück zog sich Hitler mit Manstein in sein Arbeitszimmer zurück und fragte ihn nach seinen Ansichten über eine Offensive gegen Frankreich. In seinem Buch Verlorene Siege schreibt er über diese Unterredung: „Ob und inwieweit Hitler bereits durch seinen Chefadjutanten von unserem Plan Kenntnis erhalten hatte, ist mir nicht klar. In jedem Fall musste ich feststellen, dass er sich erstaunlich schnell in die Gesichtspunkte, die die Heeresgruppe seit Monaten vertreten hatte, einfühlte.“ Hitler entschied schließlich, den Sichelschnitt als Grundlage der Operationen im Westen festzulegen, und befahl eine entsprechende Änderung der Pläne.

### Westfeldzug
Erst nach Beginn der deutschen Westoffensive, am 13. Mai 1940, erhielt Mansteins Korps den Angriffsbefehl. Daher traf der zunehmend ungeduldige Schöpfer des Sichelschnittplans, der letztendlich den entscheidenden Grundstein zum überraschenden Sieg der Wehrmacht legen sollte, erst am 16. Mai an der Westfront ein. Mansteins XXXVIII. Armeekorps wurde der 12. Armee nachgeordnet und war mit defensiven Aufgaben betraut: Zunächst mit dem Flankenschutz der mit atemberaubendem Tempo vorstoßenden Panzertruppen zwischen Maas und Oise, ab dem 27. Mai mit der Sicherung der Brückenköpfe zwischen Amiens und Abbeville.
Am 1. Juni 1940 erhielt Manstein die Beförderung zum General der Infanterie. Nach dem erfolgreichen Abschluss des Sichelschnitts wurden die deutschen Truppen zum Angriff auf das französische Kernland (Fall Rot) umorganisiert. Mansteins Verband wurde der 4. Armee zugeteilt. Die Offensive begann am 5. Juni. Manstein konnte als Befehlshaber seine taktischen Fähigkeiten beweisen und demonstrierte die hohe Beweglichkeit seines Infanteriekorps. Seine Soldaten überquerten bei Picquigny die Somme und stießen bis zum 9. Juni an die Seine vor. Als erster Verband der Wehrmacht setzte die 6. Infanterie-Division zwischen Les Andelys und Vernon über den Fluss. Am 16. Juni 1940 erhielt Manstein den Befehl, Paris in südwestlicher Richtung zu umgehen und auf Le Mans vorzustoßen. Am Tag des Waffenstillstands von Compiègne am 22. Juni 1940 stand Manstein mit seinem Korps im Raum Angers am Südufer der Loire und war damit 400 Kilometer vorgerückt.
Bei der „Beförderungswelle“ nach dem Sieg über Frankreich erhielt Manstein am 19. Juli 1940 das Ritterkreuz des Eisernen Kreuzes. Das XXXVIII. Armeekorps wurde im Juli nach Le Touquet-Paris-Plage am Ärmelkanal verlegt und war als Teil der 16. Armee für die erste Landungswelle bei der geplanten Invasion Englands vorgesehen. Sie wurde im Herbst 1940, wegen der ungünstigen Lage bei der Luftschlacht um England, auf unbestimmte Zeit verschoben.

### 1941/42 Ostfeldzug bis zur Eroberung der Krim
Im Februar 1941 wurde Manstein das Kommando über das ebenfalls neu aufzustellende motorisierte LVI. Armeekorps – so hießen die späteren Panzerkorps bis 1942 – übertragen. In dieser Funktion hatte er keine Kenntnis und keinen Einfluss auf die strategische Planung des Überfalls auf die Sowjetunion. Wenige Tage vor Beginn des Angriffs erhielt auch Manstein den sogenannten Kommissarbefehl, der besagte, dass alle in Gefangenschaft geratenen Politoffiziere der Roten Armee sofort erschossen werden sollten. Entgegen den Behauptungen Mansteins in seinen Memoiren, „daß er den Kommissarbefehl abgelehnt habe und ihn seine Truppen nicht ausführten“, wurden schon in den ersten Wochen nach Beginn des Unternehmens Barbarossa „Erschießungen von Kommissaren sowie antijüdische Aktionen in Mansteins Befehlsbereich“ vollzogen.

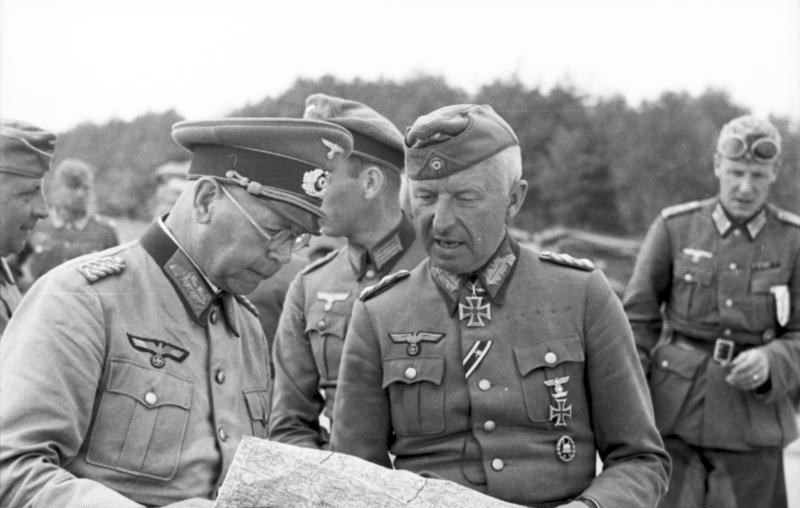
Manstein mit Generalmajor Erich Brandenberger, Juni 1941

Am 22. Juni 1941 um 3 Uhr begann das LVI. AK den Überfall auf die Sowjetunion, legte innerhalb von fünf Tagen 240 Kilometer zurück und eroberte am 27. Juni Dünaburg. Am 12. September wurde Manstein der Befehl über die 11. Armee übertragen, deren Oberbefehlshaber Generaloberst Eugen von Schobert am selben Tag gefallen war. Wenig später schlug er im Zusammenwirken mit der 1. Panzerarmee Ewald von Kleists und rumänischen Verbänden in der Schlacht am Asowschen Meer die Truppen der sowjetischen Südfront. Am rechten Flügel der Heeresgruppe Süd stehend, war das nächste Ziel die Eroberung der Krim. Nach dem Durchbruch der 11. Armee über die Landenge von Perekop wurden im November 1941 in schneller Folge Simferopol, Feodossija und Kertsch besetzt und ein erster Versuch zur Eroberung Sewastopols unternommen; nach dessen Fehlschlag begann die achtmonatige Belagerung der Festung. In Simferopol wurden im Dezember 1941 beim berüchtigten Simferopol-Massaker annähernd 14.000 Juden innerhalb von wenigen Tagen von SS-Leuten und Angehörigen der Feldgendarmerie Abteilung 683 ermordet. Am 20. November 1941 hatte von Manstein einen Befehl erlassen, der dem von Hitler gelobten Reichenau-Befehl entsprach. Von Manstein bekräftigte darin, dass das „jüdisch-bolschewistische System“ ein für alle Mal ausgerottet werden müsse, und forderte von seiner Truppe, alle Erhebungen, die meist von Juden angezettelt würden, im Keime zu ersticken. Dieser Befehl Mansteins war stark durch die miserable Ernährungslage der Bevölkerung motiviert, denn Manstein fürchtete mögliche Hungeraufstände, die er als Gefahr für seine geplanten Angriffsoperationen ansah. Deshalb drängte er die Einsatzgruppe D mit deren zuständigem Sonderkommando 11b die erst für den März 1942 vorgesehene Liquidierung der in Simferopol lebenden Juden und Roma noch vor Weihnachten durchzuführen. So fiel am 6. Dezember der Entschluss zur umgehenden Ermordung dieser nicht zuletzt auch als „unnütze Esser“ angesehenen Menschen im Simferopol-Massaker.

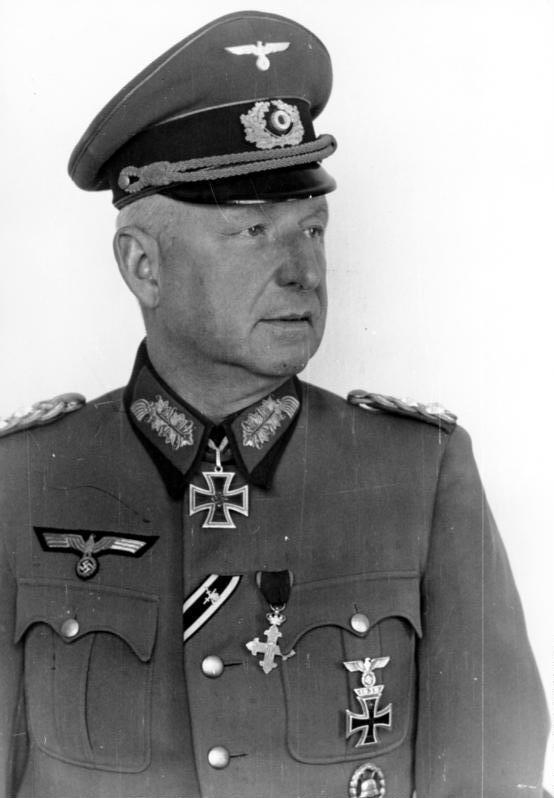
Manstein nach seiner Beförderung zum Generaloberst, März 1942

Im Mai 1942 gelang dem zuvor zum Generaloberst beförderten Manstein im Unternehmen Trappenjagd die Vernichtung der auf der Halbinsel Kertsch im Osten der Krim gelandeten sowjetischen Truppen und wenig später in einem zweiten, diesmal erfolgreichen Anlauf die Eroberung Sewastopols. Hierfür wurde er am 1. Juli zum Generalfeldmarschall ernannt. Im Spätsommer bereitete sich die 11. Armee auf ihren Einsatz zur Eroberung des belagerten Leningrads im geplanten Unternehmen Nordlicht vor und begann mit der Verlegung dorthin.

### 1942/43 Stalingrad und Rückeroberung Charkows
Im Zuge der Einkesselung der 6. Armee in Stalingrad wurde Manstein jedoch am 24. November zum Oberbefehlshaber der neugebildeten Heeresgruppe Don ernannt. Zu dieser gehörte neben der 6. Armee und zwei rumänischen Armeen die 4. Panzerarmee unter Generaloberst Hermann Hoth. Letztere sollte sich mit zunächst nur zwei Panzerdivisionen aus südwestlicher Richtung bis etwa 30 Kilometer an den Kessel herankämpfen (Unternehmen Wintergewitter) und sich dort mit ausgebrochenen Teilen der 6. Armee (Unternehmen „Donnerschlag“) vereinigen, womit ein Korridor hergestellt gewesen wäre. Der Befehl zu „Donnerschlag“ wurde aber trotz heftigsten Drängens Mansteins durch Hitler verweigert, die Truppen Hoths blieben 48 Kilometer vor dem Kessel stecken. Damit war das Schicksal der 6. Armee besiegelt. Manstein hatte daraufhin allerdings maßgeblichen Anteil daran, den vollständigen Zusammenbruch des gesamten deutschen Südflügels der Ostfront als Folge der Stalingrader Niederlage zu verhindern.

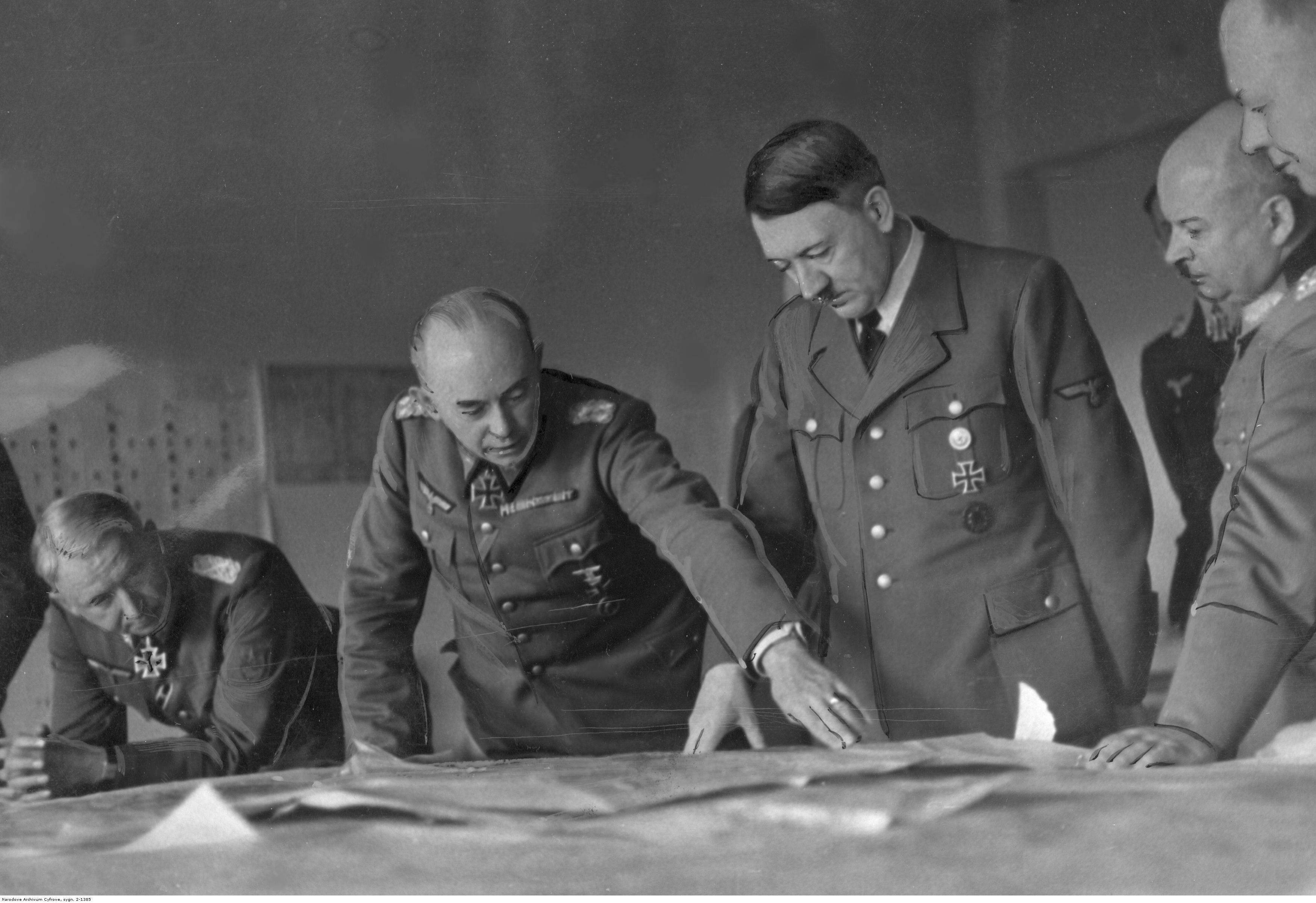
Manstein und andere Offiziere bei einer Besprechung mit Hitler im März 1943

Im März 1943 gelang es ihm, im Rahmen einer Gegenoffensive (Schlacht um Charkow) Charkow und Belgorod zurückzuerobern, wofür er das Eichenlaub zum Ritterkreuz erhielt. Während und nach der Stalingrad-Krise zeichnete sich ein immer stärker werdendes Zerwürfnis zwischen Manstein und Hitler ab.

### 1943 Schlacht bei Kursk

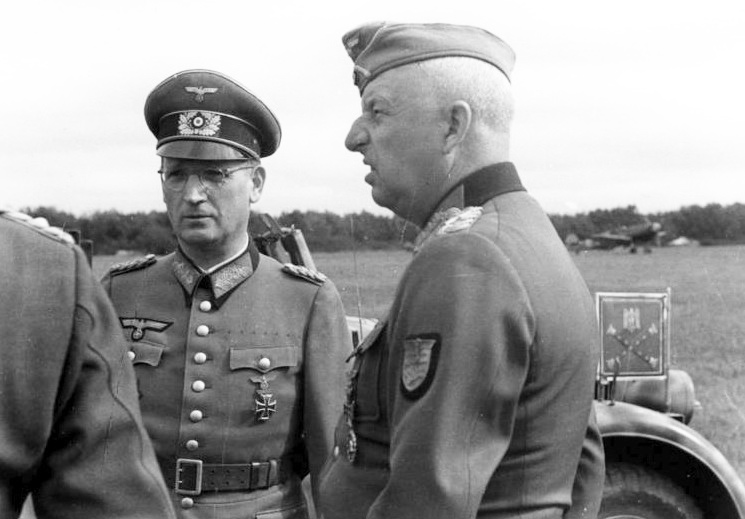
Manstein mit Generalmajor Hans Speidel in der Ukraine, September 1943

Im Sommer 1943 bereitete sich die Wehrmacht im Frontbogen bei Kursk auf eine große Offensive vor, bei der durch Mansteins Heeresgruppe Süd und die Heeresgruppe Mitte unter Generalfeldmarschall Günther von Kluge die Feindtruppen abgeschnitten und anschließend vernichtet werden sollten (Unternehmen Zitadelle). Mansteins Forderung nach einem frühzeitigen Beginn der eigenen Angriffsoperationen – gegen die noch geschwächten sowjetischen Verbände – wurde von Hitler abgelehnt, da der erst die Auffrischung der eigenen Divisionen sowie insbesondere die Zuführung neuer Waffen (Panther und Elefant) abwarten wollte. Den dadurch entstandenen Zeitgewinn nutzten die sowjetischen Verteidiger zum Aufbau tiefgestaffelter Verteidigungssysteme und ebenfalls zur Auffüllung ihrer angeschlagenen Einheiten mit dem Ergebnis, dass die letzte Großoffensive der Wehrmacht im Osten scheiterte.

### 1943/44 Bemühungen des Widerstands um Manstein

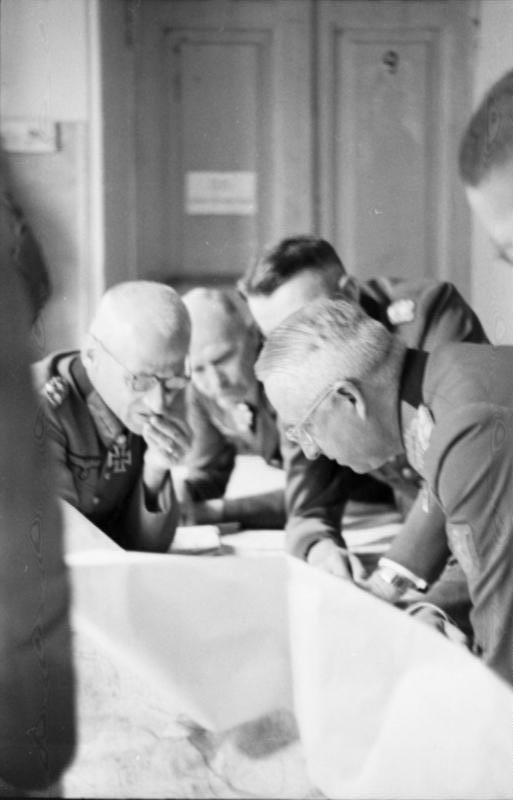
Manstein und Generaloberst Hoth bei einer Besprechung zum Unternehmen Zitadelle, Juni 1943

Am Widerstand in der Wehrmacht und an einem Staatsstreich gegen Hitler wollte sich Manstein aber nicht beteiligen. In die verschiedenen Attentatspläne vor dem Attentat vom 20. Juli 1944 war Manstein nicht eingebunden. Er wusste aber von einem 1944 geplanten Attentat. Stauffenberg hatte ihn im Vieraugengespräch Ende Januar 1943 auf seine Unzufriedenheit mit Hitlers Entscheidungen hingewiesen, die wahren Ziele aber nicht deutlich zum Ausdruck gebracht. Manstein empfahl, den Major an die Front zu versetzen, „damit er den Kopf freibekomme“, was ihm später als Versuch der Verhaftung von Stauffenberg ausgelegt wurde. Es gab zwei weitere Gespräche Mansteins mit Widerstandskämpfern: Am 8. August 1943 traf der Oberst i. G. Rudolf-Christoph von Gersdorff Manstein. Unter vier Augen sprach Gersdorff die unbefriedigende Situation mit der obersten Führung der Wehrmacht an. Manstein stimmte zu. Gersdorff schlug im Weiteren vor, dass alle Feldmarschälle gemeinsam Hitler die Pistole auf die Brust setzen sollten, worauf Manstein laut Gersdorff mit der umstrittenen Stellungnahme erwidert haben soll: „Preußische Feldmarschälle meutern nicht.“ Der Wahrheitsgehalt dieses Zitats Mansteins wird von Historikern bezweifelt, zumal Gersdorff es erst 1977 und damit nach Mansteins Tod bekannt machte. Schließlich trug Gersdorff im Auftrag des Oberbefehlshabers Mitte, Günther von Kluge, Manstein vor, Kluge würde sich im Falle eines Staatsstreichs Manstein unterstellen und ihn bitten, die Position eines Chefs des Generalstabs der Wehrmacht, d. h. der vereinigten Generalstäbe aller drei Waffengattungen, zu übernehmen. Manstein lehnte das Vorhaben ab und berief sich dabei auf drei Punkte: Erstens sei politisch der Zeitpunkt für einen Frieden falsch, da der Feind von einem Sieg überzeugt sei. Zweitens besäße Hitler aus wehrmachts-interner Sicht als einzige Person das Vertrauen der Bevölkerung und der Soldaten. Drittens sei die Situation bezüglich des militärischen Oberbefehls zweifellos unbefriedigend und sei das Ergebnis von Irrtümern im Kommando. Man könne aber völlig ausschließen, dass Hitler den Oberbefehl abgäbe. Der Antrag auf einen Wechsel Mansteins auf das Oberkommando könne nicht von ihm selbst kommen, da feindliche Propaganda ihn bereits dafür propagiert habe. Am 25. November 1943 war der mit Manstein befreundete Oberst Henning von Tresckow bei Manstein und versuchte vergeblich, ihn im Zuge der Schilderung der drohenden Kriegsniederlage zum Handeln gegen Hitler zu bewegen. Dies war der letzte Versuch der Oppositionellen, Manstein als Leitfigur für ihre Vorhaben zu gewinnen.

### 1943/44 Konflikt mit Hitler und Entlassung
Nach dem Scheitern des Unternehmens Zitadelle befehligte Manstein weiterhin die Heeresgruppe Süd während deren weiterer Abwehrkämpfe. Im Februar 1944 kam es zu einer eigenmächtigen Entscheidung Mansteins ohne Befehl Hitlers, als er sechs Divisionen mit 56.000 Soldaten während der Kesselschlacht von Tscherkassy den Ausbruch befahl. Am 21. März 1944 wurde die 1. Panzerarmee in der Kesselschlacht von Kamenez-Podolski annähernd eingeschlossen. Manstein stellte Hitler am 24. März Mittag ein Ultimatum, dass er den Rückzug der Armee anordnen würde, wenn er von Hitler bis 15 Uhr nichts Gegenteiliges höre. Hitlers Antwort traf um 16 Uhr ein und enthielt das Einverständnis, dass die 1. Panzerarmee ihre Kommunikationswege nach Westen aufrechterhalten solle bei gleichzeitigem Halten der gegenwärtigen Frontposition. Manstein erkannte, dass dies einer Wiederholung der Situation von Stalingrad gleichkam, das Verbot des Ausbruchs aus dem Kessel mit ähnlichen Konsequenzen. Eine vergleichbare Katastrophe stand neuerlich bevor. Manstein wurde von Hitler für den nächsten Tag zur Besprechung nach Lemberg beordert. Die 1. Panzerarmee erhielt noch am 24. März abends von Manstein Weisung, sich auf einen Rückzug vorzubereiten.
Unter Androhung des Rücktritts von seinem Kommando gegenüber Hitlers Chefadjutanten Rudolf Schmundt rang Manstein am 25. März Hitler in langwierigen, wiederholten Lagebesprechungen in Lemberg unter gegenseitigen Vorwürfen die Zustimmung zum Rückzug ab und befahl den riskanten Ausbruch der Armee nach Westen, der von der sowjetischen Armeeführung wegen einer noch verbliebenen Lücke nach Süden erwartet worden war. Der Gegner wurde durch Mansteins Plan getäuscht. Dabei mussten die deutschen Verbände in einem wandernden Kessel mitten durch die Marschkolonnen zweier feindlicher Panzerarmeen und über mehrere querverlaufende Flüsse vorrücken. Da sich die Masse der sowjetischen Kampftruppen bereits weit südlich und westlich der Panzerarmee befanden, trafen die deutschen Truppen vorwiegend auf Nachschubtruppen. Obwohl der Ausbruch durch heftige Schneefälle behindert wurde, konnten alle Verwundeten mitgenommen werden (7270 Verwundete wurden zudem ausgeflogen), auch die Ausrüstung konnte mitgeführt werden. Für die Luftversorgung wurden zunächst ständig neue Feldflugplätze eingerichtet, später mussten Versorgungsgüter von Transportflugzeugen abgeworfen werden. Die von drei Seiten eingeschlossene Armee mit 220.000 Soldaten konnte mit diesem überraschenden Manöver vorläufig gerettet werden. Die Schlacht gilt bis heute als operatives Lehrbeispiel zur Illustration des Ausbruchs von gepanzerten Großverbänden aus einer militärischen Einschließung.
Die Befreiung der 1. Panzerarmee war die letzte Großoperation Mansteins. Sie führte auf Grund seiner wiederholten Hartnäckigkeit zur unüberbrückbaren Zuspitzung des Verhältnisses mit Hitler. Das Umfeld der sich anbahnenden Entlassung Mansteins wurde auch mitbestimmt durch einen Leitartikel Battle of Russia des amerikanischen Magazins Time vom 10. Januar 1944, auf dessen Titelseite Manstein zudem abgebildet war. In dem Artikel wurde Mansteins Können auf ungewöhnliche Art dargestellt und neben seiner Loyalität zum Staatschef die Loyalität gegenüber dem Staat herausgestellt. Der Artikel vertrat die These: „Sogar für den geradlinigen Manstein mag ein solcher Verrat annehmbar sein. Denn ebenso wie andere Junker ist er erzogen worden im Geiste der immergültigen Lektionen des Junkers Carl von Clausewitz.“ Damit wurde die Frage des Verrats am Staatsoberhaupt im Interesse eines legitimen Kampfes gegen einen Tyrannen aufgeworfen und Manstein durch diese kaum versteckte Aufforderung mit dem militärischen Widerstand in Verbindung gebracht. Bereits am 27. Januar 1944 hatte Manstein Hitler bei einem Treffen der Feldmarschälle in der Wolfsschanze mit dem Einwurf provoziert, dass unbedingter Gehorsam und Loyalität Hitler gegenüber selbstverständlich sei. Hitler fasste das als Affront und „als hinterlistigen Anwurf auf“. Am 30. März 1944 entließ Hitler Manstein als Oberbefehlshaber der Heeresgruppe Süd und versetzte ihn in die Führerreserve, verlieh ihm aber gleichzeitig die Schwerter zum Eichenlaub des Ritterkreuzes. Eine weitere Verwendung, etwa auf dem Posten des Generalstabschefs des Heeres, erfolgte nicht mehr, obwohl er hierfür geeignet gewesen wäre. Als Alternative erwartete er auch vergeblich die Wiedereinberufung als Oberbefehlshaber West. Manstein wurde am 26. August 1945 von britischen Truppen interniert.

## 1946 Zeuge im Nürnberger Prozess
In der Gefängniszelle in Nürnberg arbeitete von Manstein zusammen mit Walther von Brauchitsch, Franz Halder, Walter Warlimont und Siegfried Westphal intensiv an der Verteidigung des als verbrecherische Organisationen angeklagten OKW und des Heeresgeneralstabs. In der von ihnen verfassten Denkschrift der Generäle mit dem offiziellen Titel Das Deutsche Heer von 1920–1945 wurde die Rolle von Oberkommando der Wehrmacht und Oberkommando des Heeres im Zweiten Weltkrieg verharmlost und beschönigt. Die dortigen Schutzbehauptungen bildeten den Grundgedanken für die spätere Verteidigung führender Wehrmachtsoffiziere in Kriegsverbrecherprozessen und bestimmten, trotz des Vorliegens stichhaltiger und umfangreicher Gegenbeweise, das Bild der sauberen Wehrmacht in der Öffentlichkeit.
Dazu wurde er am 10. August 1946 als Zeuge im Nürnberger Prozess gegen die Hauptkriegsverbrecher gehört und erklärte, der „Krieg im Osten“ hätte eine militärische und eine weltanschauliche Komponente gehabt. Dies entsprach der Legende, die Wehrmacht habe fair gekämpft, während die Weltanschauungskrieger von SS und SD für Verbrechen zuständig gewesen wären. Der Gerichtshof beurteilte Generalstab und OKW formal nicht als „Gruppe“ oder „Organisation“ im Sinne der Gerichtssatzung. Das Urteil verwies aber auf die Schuld führender Offiziere, die ein Schandfleck für das ehrbare Waffenhandwerk geworden seien und in Wahrheit an Verbrechen rege teilgenommen oder in schweigender Zustimmung verharrt hätten. Soweit der Sachverhalt es rechtfertige, sollten diese Leute individuell vor Gericht gestellt werden. Interessierte Kreise bildeten daraus in der deutschen Nachkriegsöffentlichkeit die Legende, die Wehrmachtführung sei in den Nürnberger Prozessen von der Siegerjustiz freigesprochen worden. Die Aussagen Mansteins im Kreuzverhör und die weiterer Zeugen bildeten eine Basis für den späteren Prozess gegen ihn in Hamburg.

## 1949 Verurteilung als Kriegsverbrecher

### Zum Hintergrund der Anklage
Nach dem Kesselring-Prozess von 1947 vermieden die Briten vor dem Hintergrund des Kalten Krieges weitere Prozesse gegen Feldmarschälle wegen Kriegsverbrechen. Das Verfahren gegen Manstein wurde widerstrebend 1949 eröffnet und sollte eine Auslieferung an Polen oder die Sowjetunion vermeiden. In Großbritannien gab es eine starke Opposition gegen den Prozess. Daher hielten die Sowjets Belastungsmaterial zurück.
Im Oktober 1941 erhielt Manstein den „Reichenau-Befehl“, der Soldaten der Wehrmacht zu Verbrechen an der sowjetischen – insbesondere jüdischen – Bevölkerung aufrief und diese legitimierte. Darauf aufbauend, erließ Manstein als Oberbefehlshaber der 11. Armee am 20. November 1941 einen beinahe gleichlautenden Befehl, auf den sich später die Anklage seines Kriegsverbrecherprozesses bezog. Darin forderte er von seinen Soldaten:

„Das jüdisch-bolschewistische System muß ein für allemal ausgerottet werden. Nie wieder darf es in unseren europäischen Lebensraum eingreifen. Der deutsche Soldat hat daher nicht einfach die Aufgabe, die militärischen Machtmittel dieses Systems zu zerschlagen. Er tritt auch als Rächer für alle Grausamkeiten, die ihm und dem deutschen Volk zugefügt wurden, auf. […] Für die Notwendigkeit der harten Sühne am Judentum, dem geistigen Träger des bolschewistischen Terrors, muß der Soldat Verständnis aufbringen. Sie ist auch notwendig, um alle Erhebungen, die meist von Juden angezettelt werden, im Keime zu ersticken.“

Johannes Hürter, Historiker am Münchner Institut für Zeitgeschichte, erachtet Mansteins Befehl als von Reichenaus Vorlage „inspirierten“, aber „eigenständig formulierten“ Befehl, mit dem Manstein „seine Truppen […] auf die Ermordung der Juden ein[stimmte]“. Die ca. 600 Angehörigen der SS-Einsatzgruppe D erschossen in dem Zeitraum, als Manstein das AOK 11 führte, im Simferopol-Massaker und bei weiteren Massenmorden mindestens 33.000 Juden. Dabei zeigte sich, so der Historiker und Manstein-Biograph Oliver von Wrochem, das Armeeoberkommando „auch unter Mansteins Führung kooperationsfreudig und bereit, sich an den Massenmorden zu beteiligen“. Einen wesentlichen Beitrag dazu habe der Befehl Mansteins vom 20. November 1941 geleistet, denn er „unterstützte die Soldaten der ihm unterstellten Einheiten in der Überzeugung, daß die Massentötungen von Juden ein selbstverständlicher Teil des Krieges und die Hilfestellungen der Armee bei den Massakern notwendig wären“. Nachkriegsaussagen Mansteins, in denen dieser teilweise unter Eid behauptete, „von den Mordaktionen der Einsatzgruppe D […] nichts gewusst“ zu haben, erscheinen, so Johannes Hürter, angesichts der Quellenlage „vollkommen unglaubwürdig“.

### Der Prozess
Der Prozess gegen ihn erfolgte im Rahmen der britischen Curiohaus-Prozesse in Hamburg. Es war der letzte alliierte Kriegsverbrecherprozess. Er begann am 23. August 1949, wenige Tage vor der Wahl zum ersten Deutschen Bundestag. Das Gericht setzte sich aus sieben Vertretern zusammen, mit Generalleutnant Sir Frank Simpson als Vorsitzendem sowie Generalmajor Douglas Wade als dessen Stellvertreter. Hauptankläger war Sir Arthur Comyns Carr, der bereits im Kriegsverbrechertribunal in Tokio die britische Regierung vertreten hatte. Verteidigt wurde Manstein von Reginald Paget (später Baron Paget of Northampton), der über den Prozess auch ein Buch schrieb, mit Samuel Silkin als Assistenten sowie Hans Laternser und Paul Leverkuehn.
Rechtsgrundlage war der Royal Warrant, der Verstöße gegen das Kriegsrecht (Gesetze und Gebräuche des Krieges) aber nicht Verbrechen gegen die Menschlichkeit verfolgte und eine gelockerte Beweisführung vorsah, indem der Nachweis der organisatorischen Mitverantwortung an Straftaten für eine Verurteilung ausreichte. Ein Prinzip, das die deutsche Nachkriegsjustiz erst in jüngster Vergangenheit gegen hochbetagte potentielle NS-Täter wiederentdeckte. Die Anklage lautete auf Verletzung von Kriegsgesetzen und -gebräuchen und Mitverantwortung für Kriegsverbrechen in insgesamt 17 Punkten. Große Teile der deutschen wie auch britischen Presse nahmen sofort Stellung zu diesem angeblich so verspäteten Prozess. Da den deutschen Kriegsgefangenen Vermögensbesitz untersagt war, wurde eine Spendenaktion zugunsten der Finanzierung der Verteidigung Mansteins eingerichtet, zu dessen ersten Einzahlern Winston Churchill mit 25 Pfund gehörte. Die Verteidigung zielte darauf ab, die Rechtmäßigkeit des Prozesses als Siegerjustiz anzuzweifeln und die Wehrmacht als eine ehrenhafte Institution darzustellen, die nicht in Kriegsverbrechen verwickelt war. Die Verteidigung bestritt jede individuelle Schuld des Angeklagten, betonte die Ohnmacht des in Befehlsstrukturen eingebundenen Generalfeldmarschalls, behauptete, dass Manstein über Verbrechen nicht informiert worden sei, und relativierte mehrere Anklagepunkte durch Verweis auf ein tu quoque bei den Siegermächten. Paget zog sich mehrfach den Unwillen des Gerichtes zu, als er „nationalsozialistische Propaganda“ in seinem Plädoyer äußerte. Ein Beispiel war der Satz „Bei der Anzahl der Juden, die heute in Deutschland leben, frage ich mich, woher sie alle gekommen sind“. Paget bezweifelte auch die Zahl der Juden, die durch die Einsatzgruppe D umgebracht worden waren. Die Einsatzgruppe D hatte die Anzahl ihrer Morde an das Armeeoberkommando gemeldet, dem Manstein vorstand.
Manstein wurde am 19. Dezember 1949 vom britischen Militärgericht in acht Anklagepunkten freigesprochen und in neun für schuldig befunden. So wurde er von einer aktiven Beteiligung an Verbrechen des SD, der Übergabe von Juden, Sinti und Roma und Kommunisten an den SD und ihrer Erschießung freigesprochen. Verurteilt wurde er unter anderem, weil er seine Vorgesetztenverantwortlichkeit als zuständiger Oberbefehlshaber vernachlässigt habe, Deportationen zugelassen, Erschießungen von Kriegsgefangenen geduldet und die Auslieferung von Politkommissaren an den SD erlaubt hatte. An den Verbrechen in Polen lastete man ihm keine aktive Beteiligung an, jedoch habe er seine Aufsichtspflicht als Oberbefehlshaber vernachlässigt und damit den Völkermord mitgetragen. Er wurde zu 18 Jahren Haft verurteilt, auf die ihm die vier Jahre Gefangenschaft seit 1945 zunächst nicht angerechnet wurden.
Die Verteidigung kritisierte das Urteil dahingehend, dass sie, anders als die Anklage, keinen Zugang zu den in Washington liegenden deutschen Akten hatte; dass die Haager Landkriegsordnung von 1907, auf die sich die Anklage stützte, eine Allbeteiligungsklausel hatte, aber die Sowjetunion und andere Staaten ihr nicht angehörten und das Gericht dieses Problem der Nichtgültigkeit umging, indem es die Konvention selbst nicht als bindend anerkannte, aber deren Wortlaut; und weil die Anklage eine Berufung auf höheren Befehl nicht zuließ, obwohl es bei den Alliierten selbst diese Berufung gab, aber diese nachträglich im britischen Militärstrafrecht geändert wurde.
Zwei Monate nach der Verurteilung wurde die Haftstrafe bei ihrer Bestätigung durch den Befehlshaber der britischen Rheinarmee auf zwölf Jahre herabgesetzt. 1952 wurde ihm dann die Gefangenschaft seit 1945 voll angerechnet. Aufgrund eines Augenleidens erhielt Manstein 1952 Haftverschonung; offiziell wurde ihm aufgrund guter Führung ein Drittel der Strafe erlassen, so dass im Mai 1953, auch auf Initiative Winston Churchills, seine Haftzeit offiziell endete. Adenauer setzte sich bei Ivone Kirkpatrick für Mansteins Freilassung ein. Er erfuhr Anfang 1953, dass die Briten nicht beabsichtigten, Manstein noch einmal zu inhaftieren und dass sie unter dem Vorwand seines Gesundheitszustandes seine Haftzeit bald offiziell für beendet erklären würden. Eine Rehabilitierung Mansteins wurde durch die Briten sorgfältig vermieden, während Adenauer und die politischen Parteien in Deutschland alles unternahmen, um die Wehrmachtselite zu rehabilitieren.

## Beratertätigkeit
Bis 1960 beriet Manstein, „wenn auch nicht in offizieller Funktion“, als einziger Feldmarschall der ehemaligen Wehrmacht die Bundesregierung beim Aufbau der Bundeswehr, wobei er einen gewissen Einfluss auf deren spätere Gliederung und Organisationsform hatte. So hatte er die Abkehr von Regimentern und stattdessen den Aufbau von Brigaden als kleinsten operativen Verbänden vorgeschlagen.

## Persönliches
Am 10. Juni 1920 heiratete Manstein in Lorzendorf (Landkreis Namslau) Jutta Sibylle von Loesch (1900–1966), die Tochter eines schlesischen Rittergutbesitzers. Aus der Ehe gingen drei Nachkommen hervor:
- Gisela (1921–2013) ⚭ Edel-Heinrich Zachariae-Lingenthal
- Gero (* 1922; gefallen am 29. Oktober 1942 als Leutnant an der Ostfront)
- Rüdiger (1929–2019)

Manstein wurde 1973 mit militärischen Ehren in Dorfmark bei Fallingbostel beigesetzt, wobei der Generalinspekteur der Bundeswehr Admiral Zimmermann die Abschiedsworte sprach.

## Buchveröffentlichungen
Nach seiner Haftentlassung bemühte sich Manstein darum, sich in der Öffentlichkeit ins rechte Licht zu rücken. Im Jahr 1955 erschien sein autobiographisches Werk Verlorene Siege über die Zeit Februar 1938 bis April 1944. Darin schreibt er den militärischen Zusammenbruch der politischen und militärischen Inkompetenz Hitlers zu und exkulpiert die deutsche Generalität. Tiefgreifende Zweifel am damaligen Angriffs- und Vernichtungskrieg, am nationalsozialistischen Gedankengut oder gar Schuldgefühle kommen in dem Werk nicht zum Ausdruck. Stattdessen behauptet Manstein, zwar habe das Kriegsgeschehen der sowjetischen Zivilbevölkerung „Leid und unvermeidliche Härten gebracht, […] doch nicht zu vergleichen mit dem, was der Bombenterror für die Zivilbevölkerung in Deutschland gebracht“ habe, zudem seien „alle deutscherseits getroffenen Maßnahmen durch die Kriegsnotwendigkeit bedingt“ gewesen. Den Militärhistorikern Michael Epkenhans und John Zimmermann zufolge „erschrieb Manstein“ mit diesem Buch „Siege“, die „nie geschahen“, aber angeblich nur deswegen nicht, weil Hitler seiner „Feldherrnkunst […] ins Handwerk gepfuscht hatte“. Diese in Mansteins Erinnerungen kolportierte These stelle „eine der bittersten Ironien der Memoirenliteratur“ dar. Das Buch wurde ein Bestseller.
1958 erschien Mansteins Buch Aus einem Soldatenleben. Seine These, dass die Feldzüge grundsätzlich anders verlaufen wären, hätten die Generäle über mehr eigenen Spielraum verfügt, ist in der Forschung zumindest umstritten: Dass Hitler militärische Fehlentscheidungen traf, gilt als gesichert, doch gehen die meisten Historiker davon aus, dass die Wehrmachtführung seinen oft unrealistischen Einschätzungen der Lage in der Regel willig gefolgt sei. Manstein jedoch spricht noch in Zusammenhang mit den Abwehrkämpfen der Jahre 1943 und 1944 von der damals angeblich noch gegebenen Möglichkeit, durch geschicktes Manövrieren die Angriffskraft der sowjetischen Streitkräfte zu zerschlagen und zumindest einen Remisfrieden mit der Sowjetunion zu erreichen – eine Einschätzung, die angesichts der damaligen Gesamtlage von den meisten Historikern kritisch gesehen wird. Dabei nahm Manstein auch Einfluss auf die seiner Sichtweise entsprechenden Kriegsdarstellungen des Bestsellerautors Paul Carell in dessen Weltkriegs-Serien für die Zeitschrift Kristall, die später als Buchpublikationen mit den Titeln „Unternehmen Barbarossa“ und „Verbrannte Erde“ Millionen Leser fanden.
Die beiden von Manstein verfassten Bücher wurden in mehrere Sprachen übersetzt, darunter Englisch und Russisch.

## Historiografie

### Sicht auf Manstein nach dem Krieg bis zum Tod
1948 erschien das von Captain B. H. Liddell Hart geschriebene Buch On the other side of the hill.
Mansteins Verteidiger Reginald Paget veröffentlichte 1951 ein Buch über Manstein (deutsch 1952). Paget porträtierte Manstein darin als ehrenvollen Soldaten, der an der Ostfront heroisch kämpfte und der für Verbrechen angeklagt wurde, die er nicht begangen hatte.
Paget schloss sich dem Urteil Harts an, der sein 1948 erschienenes Buch mit den folgenden Sätzen beendet hatte:
„The German generals of this war were the best-finished product of their profession — anywhere. They could have been better if their outlook had been wider and their understanding deeper. But if they had become philosophers they would have ceased to be soldiers.“
Zusammen mit Mansteins Autobiografie Verlorene Siege 1955 trug Pagets wohlwollende Biografie zum entstehenden Mansteinkult der frühen Nachkriegszeit erheblich bei.
Presseberichte nach dem Tod Mansteins 1973 hoben seine militärischen Leistungen heraus, wiesen aber auch auf seine unterlassene Kritikhaltung gegenüber dem NS-Regime hin. Die Süddeutsche Zeitung schrieb posthum, der wiedererstehende „Manstein-Mythos“ sei ein falsches Signal an die damals neugegründete Bundeswehr gewesen. Verlorene Siege vergrößerten das Elend, anstatt es zu beenden. „Militärisches Können pervertierte so zu einem Beitrag zur Fortsetzung der Inhumanität,“ schrieb die FAZ. Die Welt veröffentlichte einen unkritischen Nachruf; darin hieß es, Mansteins Bücher „kennzeichneten die Ehrlichkeit des Verfassers“.
Der Spiegel schrieb posthum, Manstein habe „die politische Orientierung verloren“. Er habe „gleichwohl Entartung und Untergang des preußisch-deutschen Militärs“ verkörpert.

### Jüngere historische Biografien
Unter den militärischen Ereignissen gehört der Nichtausbruch der 6. Armee in Stalingrad zu den meist diskutierten Themen in Mansteins Laufbahn. Die amerikanischen Historiker Williamson Murray und Alan Milett schreiben dazu, dass Mansteins erste Einschätzung der Lage mit Meldung an Hitler am 24. November 1942, in der er mit Berufung auf versprochene Luftwaffenunterstützung seinem Vorgesetzten nicht zum Ausbruch der 6. Armee riet, das Schicksal der 6. Armee besiegelte. Der Historiker Wrochem äußert dieselbe Ansicht einer frühen Entscheidung für den Verlust der 6. Armee auf Grundlage der Meldung vom 24. November. Daran würden auch die späteren Bemühungen Mansteins, Hitlers Genehmigung zum Ausbruch doch noch einzufordern, nichts ändern. Historiker, unter ihnen Gerhard Weinberg betonen, dass Mansteins Version der Ereignisse von Stalingrad in seinen Memoiren verzerrt sei und einige Ereignisse ausgedacht seien. Wegen der Sensitivität der Stalingradfrage im Nachkriegsdeutschland war Manstein bemüht, den Sachverhalt in dieser Frage sowie seine eigene Rolle bei der Ermordung von Juden zu verdrehen.
Oliver von Wrochems Studie (2006) behandelt als einen Schwerpunkt Mansteins Verhalten im Vernichtungskrieg 1942/43 und die Motivation, die diesem Handeln zugrunde lag. Wrochem analysiert Mansteins Grundposition sowohl in dessen Erinnerungen als auch in dessen vielfachen Äußerungen nach dem Krieg. Danach berief sich Manstein bei Handlungen, denen nach dem Krieg der Charakter von Verbrechen zugesprochen wurde, stets auf soldatischen Gehorsam und Loyalität gegenüber dem Staat. Bei der Loyalität zum Staat trennte Manstein zwischen „Nationalsozialismus“ und „Reich“. Eine solche „interpretatorische Trennung“, die typisch für die Generalität der Wehrmacht in der Nachkriegszeit wurde, ließ aber nicht zu, dass sich Befehlsgehorsam auf Verbrechen erstreckt. Manstein blieb daher nach Wrochem beim Umgang mit dem kritischen Thema des Vernichtungskrieges auf der Krim und der Ukraine nur die Möglichkeit, Kenntnisse darüber zu leugnen. Er sperrte sich nach Wrochem gegen die Einsicht, „durch sein Verhalten diese Verbrechen gestützt zu haben“. Manstein musste sich demnach durch die Behauptung schützen, „von Massenverbrechen nichts gewusst zu haben und die destruktive Politik in den besetzten Gebieten nicht erkannt zu haben“. Diese Schutzbehauptung wird heute „radikal in Frage gestellt“, so Wrochem. Da das Wissen Mansteins sowohl über das geplante Attentat auf Hitler als auch über den Krieg gegen die Zivilbevölkerung heute mit vielen Quellen belegt ist, weist es darauf hin, dass „es eben nicht der Befehlsgehorsam allein war, der sein Handeln bestimmt hatte.“
Der Schluss daraus, Mansteins Handeln sei nationalsozialistisch motiviert gewesen, ist nach Wrochem unzulässig. Aus spezifischem Verhalten lasse sich, so Wrochem, keine bestimmte Motivation oder Mentalität des Handelnden ableiten; gesellschaftliche oder situative Faktoren könnten entscheidend sein. Nach Annäherungen an das System Mansteins zwischen 1933 und 1941, wobei er nach dem Machtantritt seine Distanz zu den Repräsentanten der NSDAP aufrechterhielt, erwuchs ab 1943 die Distanz zum nationalsozialistischen System und seiner Führung. Vor allem von Goebbels und Himmler wurde Mansteins Distanz zum Nationalsozialismus zunehmend kritisch betrachtet, als militärische Erfolge ausblieben. Himmler sprach über Manstein als einen „Defaitisten erster Klasse“. Er unternahm mehrere Anläufe, um Hitler dazu zu bewegen, Manstein seines Kommandos zu entheben. In einer Denkschrift an Goebbels berichtete ein Goebbels nahestehender Offizier über den vollkommenen Mangel an politischer Ausrichtung Mansteins selbst und seiner Armeeführer.
Mungo Melvin legt in der 2010 vorgelegten Manstein-Biografie den Schwerpunkt auf die militärische Karriere Mansteins im Zweiten Weltkrieg. Melvin sieht ein vorrangiges Thema in der komplexen Beziehung zwischen Manstein und Hitler. Manstein stellte während der anhaltenden Auseinandersetzungen mit Hitler sein Amt mehrfach zur Verfügung, was der Diktator stets zurückwies. Dennoch sieht Melvin im Konflikt zwischen politischem Willen und professioneller militärischer Meinung die Pflicht des Senior-Offiziers, zu gehen. Das gelte gleichermaßen in einer Diktatur oder einer Demokratie.
Der Umfang, in dem Manstein über das geplante Attentat auf Hitler informiert war, bleibt nach Melvin unklar, aber wenn er direkt gefragt worden wäre, was nach Melvin ein viel diskutiertes Thema bleibt, dann gäbe es wenig Zweifel, dass er eine Unterstützung abgelehnt hätte, so Melvin.
Melvin betont zu den rassepolitischen Vorkommen in Mansteins Verantwortungsbereich: Während nicht sichergestellt sei, ob Manstein die Ermordung von Juden explizit befahl, blieben Zweifel daran bestehen, er sei sich nicht bewusst gewesen, dass deutsche Besatzungskräfte in Russland Juden töteten. Mansteins Fehler lag nach Melvin darin, dass er nicht den Mut hatte, Verbrechen gegen Juden zu unterbinden oder zu mildern. In seiner Zusammenfassung argumentiert Melvin, Mansteins militärische Leistungen seien unter allen deutschen Befehlshabern im Zweiten Weltkrieg unerreicht. Manstein war „einer der führenden Soldaten des 20. Jahrhunderts“. Von ihm könne „noch viel gelernt werden“. „Sein Missgeschick zusammen mit vielen Millionen Deutschen war es, blind einem kriminellen Regime zu dienen, dessen immanente fehlerhafte Strategie und schrecklichen Verbrechen er erst im Nachhinein erkannte.“

## Auszeichnungen (Auswahl)
- Eisernes Kreuz zweiter Klasse (5. Oktober 1914)[102]
- Eisernes Kreuz erster Klasse (13. November 1915)[102]
- Ritterkreuz des Königlich preußischen Hausordens von Hohenzollern mit Schwertern, 19. Juli[102]
- Ritterkreuz des Eisernen Kreuzes (19. Juli 1940)[102]
- Militärorden Michael der Tapfere, III. Klasse am 25. November 1941[103]
- Militärorden Michael der Tapfere, II. Klasse am 16. Juli 1942[103]
- Krimschild in vergoldeter Ausführung (1942)[103]
- Eichenlaub zum Ritterkreuz des Eisernen Kreuzes (14. März 1943)[102]
- Eichenlaub mit Schwertern zum Ritterkreuz des Eisernen Kreuzes (30. März 1944).[102]

## Schriften
- Verlorene Siege. Athenäum, Bonn 1955 (zuletzt in 19. Auflage: Bernard und Graefe in der Mönch-Verlagsgesellschaft, Bonn 2011, ISBN 978-3-7637-5253-9). Übersetzt in viele Sprachen.

Auf Englisch (Lost Victories) mit einem Vorwort von Captain B. H. Liddell Hart erstmals 1958 erschienen.
Auf Französisch erstmals : Victoires perdues 1958 (Plon), letzte Ausgabe: Mémoires. 2015.
- Aus einem Soldatenleben. 1887–1939. Athenäum, Bonn 1958.